# El caimán verde
El caimán verde es el primer y único disco publicado por Jesús Cifuentes.
Fue publicado en 1995 por la discográfica DRO.
Supone una mezcla de estilos tan variados como el rock, baladas, ritmos latinos y ska, acompañados de unas letras de un marcado carácter reivindicativo o inconformista.

## Lista de canciones
1. Vamos A Andar
2. El Caimán Verde Sigue Libre
3. Ya No Hay Bandas De Rock And Roll
4. Que Dirá La Gente
5. Para Escapar
6. Ska Del Paro
7. Es Por Ti
8. Sangre Dañina
9. Lágrimas Negras
10. Rock And Roll De Las Dos Españas
11. Estrés
12. Bang Bang
13. Voces Huecas
14. Días De Colores

## Créditos
- Jesús Cifuentes: Guitarra eléctrica y voz.
- José Sendino: Guitarra eléctrica.
- Jesús Prieto, Piti: Bajo.
- Rafa Martín, Pirulo: Batería.
- Eduardo Pérez: Mánager.